# Didrich von Cappelen
Didrich von Cappelen (21. juli 1761 – 30. april 1828 på Mæla gård i Gjerpen) var en norsk grosserer, trælasthandler, skibsreder og eidsvollmand fra Skien.
På rigsforsamlingen på Eidsvoll i 1814 mødte han som udsending fra Skien. Han knyttede sig til unionspartiet.
Sædvanligvis brugte han navneformen Didrich von Cappelen eller Diderich von Cappelen, men på Eidsvoll i 1814 brugte han ikke von. På hans gravplade i Skien er han betegnet som Diderik von Cappelen.

## Virksomhed
Didrich von Cappelen var oplært i farens store virksomhed og fik i 1787 sit eget borgerskab i Skien som købmand og trælasthandler. Allerede mens faren levede havde han drevet egen handelsvirksomhed og købt flere skibe. I en periode efter farens død i 1794 ejede han og broren Ulrich Fredrich von Cappelen sammen op mod 15 skibe og 38 savværker. Dette samarbejde sluttede imidlertid omkring 1803, da broderen flyttede til Porsgrunn. Didrich drev virksomheden videre alene og udvidede stadig; bl.a. ejede han i 1814 syv og senere ti fartøjer. Han drev alt dette fra sin bygård i Skien – gården lå samme sted som den senere Baggergården ved "Mudringen". Bygården brændte i 1813, og han flyttede med familien til Mæla Gård i Gjerpen som han havde brugt som sommerbolig. Gården havde han fået ved dødsboskiftet efter faren. 
Didrich von Cappelen ejede bl.a. seks huse, søboder, lodseplads, to kornmøller, brændevinsbrænderi, reberbane m.m. i Skien, diverse skovbrug og ejendomme i Porsgrunn, skove og gårdene Kolstad og Sanna i den nuværende Nome kommune, gårdene Dorholt og Grini i Bø med skove, save, teglværker og møllebrug m.m. 
Didrich von Cappelen købte dels i 1800 og dels i 1823 godset Gjemsø Kloster af Cort Adelers efterkommere. Til godset hørte herregården på Klosterøya, jord og skov i Solum, Solum kirke med tilhørende ejendomme, Bratsberg Gård og andre ejendomme i Gjerpen, samt betydelige skovejendomme i øvre Telemark, bl.a. i Tinn, Gransherad og Lisleherad. I en kortere periode ejede Didrich også Borgestad Gård i Gjerpen, Frydendal Gård ved Risør og andre ejendomme.
Didrich von Cappelens mange virksomheder kom velbjærget gennem flere økonomiske kriser i begyndelsen af 1800-tallet, mens flere af hans slægtninge og forretningsforbindelser (bl.a. Niels Aall, Bent Blehr og Jacob Aall på Borgestad) fik store problemer.
Didrich von Cappelen var Skiens største skatteyder til sin død i 1828.

## På Eidsvoll 1814
Didrich von Cappelen blev valgt den 4. marts 1814 i Skiens kirke som byens repræsentant til rigsforsamlingen. Han rejste den 6. april 1814 fra Skien sammen med amtmand Severin Løvenskiold, som var repræsentant for Bratsberg Amt. De overnattede på vejen til Eidsvoll hos Didrichs bror Peder von Cappelen på Austad gård ved Drammen. Der mødte de justisråd Peder Jørgen Cloumann og bonden Talleiv Olsen Huvestad som også var repræsentanter for Bratsberg Amt. De drog videre til Peder Anker på Bogstad gård og Christiania, hvorfra de ankom til Eidsvoll den 9. april 1814 om aftenen.
Under den første fælles middag for alle repræsentanterne på Eidsvoll, var Peder Anker som vært i den ene stue og Didrich von Cappelen i den anden. Løvenskiold karakteriserede i sin dagbog denne middag som "desværre Forsamlingens første og sidste fortroelige og muntre Samling".
På Eidsvoll tilhørte Didrich von Cappelen gruppering omkring Herman Wedel Jarlsberg, Peder Anker og Severin Løvenskiold. Didrich kendte dem gennem forretningsvirksomhed og slægtskabsbånd. Han blev medlem af finanskomiteen og ved voteringerne tog han standpunkt mod "selvstændighetspartiet". Didrich var med i en gruppe som blev kaldt "vestpartiet", sammen med 17 repræsentanter for byerne og bygderne fra Bratsberg Amt til Mandals amt. Han gjorde sig imidlertid ikke specielt bemærket gennem indlæg i forsamlingens debatter og ordvekslinger. Didrich von Cappelen. stemte den 16. april 1814 mod forslaget til forfatningsgrundspætningerne, og han stemte mod eidsvollsgarantien for statsgælden.
Da Christian Frederik blev valgt til konge den 19. maj, præciserede Didrich von Cappelen, at han gik med til det, fordi han bøjede sig for flertallet. Mere positiv var en udtalelse til kongen, som han var med til at undertegne den 22. juli 1814. Der blev der bl.a. givet udtrykk for "den største Glæde over Deres Majestæts Thron-Bestigelse". 
Under forhandlingerne på Eidsvoll skrev Didrich von Cappelen flere breve hjem til Skien, hvor brevene gik på omgang i byen. Han sendte også den 9. maj 1814 hjem afskrifter af grundlovsudkastene. Brevene var tørre referater, men med enkelte personlige udtalelser, bl.a. ros af Severin Løvenskiold ("med den ham egne Styrke og Veltalenhed") og kritik mod Jonas Rein ("en Tale der kun aandede Galde og Bitterhed"). Brevene blev redigeret af prokurator Pavels Hielm, før de blev sendt rundt i husene i Skien.
Ved grundlovens undertegnelse 17. maj 1814 underskrev han med Did. Cappelen, og brugte et segl med slægtsvåbenet som figurmotiv i et ovalt skjold.

## Privatliv
Didrich von Cappelen gik i 1779-80 på Kingswood School udenfor Bristol i England. Der hørte han den berømte præst John Wesley som havde været missionær i Amerika, og som i 1784 grundlagde den første metodistmenighed. Der er fra den tid bevaret nogle af Didrichs breve, som er meget religiøse. Han blev så religiøst grebet, at han tænkte på at blive missionær, ifølge et brev han langt senere skrev til nevøen Jørgen Wright Cappelen, da denne forberedte sig på at blive missionær (noget han heller ikke blev).
Didrich von Cappelen gav udstrakt økonomisk hjælp til både slægtninge og fattige i Skien. Han fik oprettet en håndarbejdsskole for fattige piger i Skien, og gav store bidrag til oprettelse af borgerskole i 1812 og latinskole i 1822. Han var vejinspektør i byen og bekostede både vejarbejder og brolægninger. Desuden var han borgerrepræsentant i Skien og forstander for byens skole- og fattigkommissioner. 
Mæla Gård gjorde han til et mønsterbrug for jordbruget i distriktet, "som en ekte sønn av fysiokratismen". Til bønderne i Tinn gav han et bygdemagasin for korn m.v., og til oprettelsen af det første norske universitet i 1811 gav han 10 000 rigsdaler. 
Didrich von Cappelen blev i 1822 tildelt borgerdådsmedaljen i sølv, indstillet af amtmanden med mange rosende ord, bl.a. "aldrig henvender man sig forgæves til Cappelen, hvor det almene Vel eller en enkelt nyttig Indretning kræver Opoffrelse af Forskud, Tilskud eller Umage".
En del af Didrich von Cappelens privat- og forretningsarkiv er i behold og overført til Riksarkivet i Oslo. Der findes flere samtidige portrætter af ham: både malerier og silhuetter.

## Familie
Didrich von Cappelen var søn af Diderich von Cappelen (1734–1794) i hans ægteskab med Petronelle Juel, og bror til grosserer Peder Juel von Cappelen i Drammen, grosserer Ulrich Fredrich von Cappelen, Porsgrunn, Cathrine Tank født von Cappelen, Rød Herregård, og Realf von Cappelen, Borgestad Gård. 
Didrich von Cappelen var gift første gang med Maria Plesner (1768–1800) og andre gang med Marie Severine Blom (1778–1832). Maria, født Plesner var søster til Johanne Plesner gift med skipperen Henrich Ibsen, og Didrich var fadder til dåben den 13. oktober 1797 for nevøen, købmand Knud Ibsen som var digteren Henrik Ibsens far. Didrich von Cappelen blev svoger til skipperen Ole Paus, da denne blev gift med Johanne Plesner. 
Marie Severine, født Blom var søster til Christine Johanne Blom (1782–1868) gift med statsråd Niels Aall (1769–1854), Ulefos Hovedgaard. Søstrenes bror Christopher Hansen Blom (1800–1879) blev i 1823 gift med Didrich von Cappelens datter i første ægteskab, Marie Elisabeth von Cappelen. 
Didrich von Cappelen havde i sine to ægteskaber bl.a. følgende fem døtre og to sønner: 
- Diderik von Cappelen (1795–1866) var gift med Henriette Løvenskiold, arvet skovejendomme i Nome, købte Ulefos Jernværk og Holden hovedgård
- Petronelle (død 1855) var gift med sin slægtning købmand og konsul Michael von Cappelen (død 1829) og arvede Mæla Gård
- Marie Elisabeth (død 1834) var gift med købmand og konsul Christopher Hansen Blom (død 1879), og arvede Bratsberg gård
- Inger Jørgine (død 1871) var gift med foged i Buskerud Gerhard Hofgaard (død 1865)
- Hans Blom Cappelen (1803–46) var gift med kusinen Benedicte Cappelen, og fik godset Gjemsø Kloster, savværk og skib udlagt ved dødsboskiftet efter sin far
- Mariane Didrikke (død 1867) var gift med kammerherre Hans Aall (død 1863), som ejede Ulefos Hovedgaard
- Elisabeth («Elise») Catharina (død 1880) var gift med skibsreder Nicolai Benjamin Aall Herlofson (død 1884), som ejede Strømsbo gård ved Arendal.

Diderik von Cappelen var far til bl.a. jernværksejer Severin Diderik Cappelen og maleren August Cappelen (1827–52) samt farfar til kammerherre Diderik Cappelen. 
Hans Blom Cappelen var far til bl.a. godsejer Didrik Cappelen og bankdirektør Hans Cappelen, som er farfar til bl.a. statsråd Andreas Cappelen.
Eidsvollsmanden Didrich von Cappelen har mange efterkommere i vor tid, bl.a. med slægtsnavnene Cappelen, Andreassen, Anker, Arnesen, Berggrav, Bjørnland, Blich, Blom, Borchsenius, Borgfjord, Eriksen, Finne, Herlofson, Jansen, Krefting, Løvenskiold, Lund, Nicolaysen, Nissen, Norby, Skaugen, Skråmestø, Smitt-Amundsen og Aall.